# 本地安全認證子系統服務
本地安全認證子系統服務（Local Security Authority Subsystem Service，縮寫 LSASS），是微軟視窗作業系統的一個內部程序，負責執行Windows系統安全政策。它在用戶登入時電腦單機或伺服器時，驗證用戶身份，管理用戶密碼變更，並產生存取字符。它也會在視窗安全記錄檔中留下應有的記錄。

## 本地安全認證子系統服務漏洞
本地安全認證子系統服務漏洞，是一個在微軟Windows XP及Windows 2000運行機種上發生的問題。因為這個漏洞，惡意程式可以透過這個漏洞而使系統出現不正常的反應。